# Южноевропейская раса
Южноевропейская раса (иногда южноевропеоидная раса) — одна из южных ветвей большой европеоидной расы. Выделяется только при популяционном подходе, не тождественна средиземноморской расе типологического подхода.

## Рождение и использование термина
В книге советского антрополога В. П. Алексеева «География человеческих рас» (1974) представлена схема расовой классификации, в которой в составе европеоидной расы выделяется средиземноморская или южноевропейская локальная раса, в которую входят:
- западносредиземноморская группа популяций;
- балкано-кавказская группа популяций;
- аравийско-африканская группа популяций;
- переднеазиатская группа популяций;
- индо-афганская группа популяций.

Советский антрополог М. Г. Абдушелишвили (1990) относил европейскую расу к западному (евро-африканскому) расовому стволу и выделял в ней южноевропейскую или индо-средиземноморскую разновидность, включающую в себя:
- индо-евразийский тип;
- переднеазиатский тип;
- восточносредиземноморский тип;
- западносредиземноморский тип[1].

Российский антрополог А. И. Дубов для обозначения южной разновидности европеоидов использует термин «южноевропеоидная раса».

## Признаки и распространение
Главным признаком южных европеоидов, по которым они противопоставляются северным, является тёмная пигментация волос, глаз и кожных покровов.
Южные европеоиды распространены в Южной Европе, Северной Африке, Передней Азии, частично в Средней Азии и северной Индии. В составе этой расы можно выделить различные местные варианты.